# 爆音と大地
『爆音と大地』（ばくおんとだいち）は、1957年に公開された関川秀雄監督の日本映画。
赤江行夫の小説『長官』が原作。

## スタッフ
以下のスタッフ名はKINENOTEに従った。
- 監督 - 関川秀雄
- 脚色 - 八住利雄
- 原作 - 赤江行夫 小説『長官』
- 企画 - 坪井与、吉野誠一
- 撮影 - 藤井静
- 美術 - 北川弘
- 音楽 - 伊福部昭
- 録音 - 大谷政信
- 照明 - 吉田一一
- 編集 - 長沢嘉樹

## キャスト
以下の出演者名と役名はKINENOTEに従った。
- 山村聡 - 浮島健太郎
- 月丘千秋 - 絹子
- 中村雅子 - 圭子
- 小川虎之助 - 高崎町長
- 藤里まゆみ - ヨシ
- 南川直 - ヨシの夫
- 石島房太郎 - 小森
- 波島進 - 山本
- 萩京子 - けい
- 東野英治郎 - 田坂
- 高木二朗 - 米久保
- 斎藤紫香 - 石田労相
- 横山運平 - 助造
- 飯田蝶子 - おとめ
- 風見章子 - 政代
- 外野村晋 - 三次
- 鶴間エリ - 久子
- 加藤嘉 - 矢田
- 神田隆 - 川辺
- 牧野狂介 - 沢田
- 曽根秀介 - 鶴見
- 沢彰謙 - 森江
- 増田順二 - 粉川
- 佐山二三子 - 西川登美子
- 杉義一 - 牧村
- 佐原広二 - 津垣
- 稲垣徳子 - 汐見晴子
- H・S・コンウェイ - ハンスン少将
- 岩上瑛 - 妙義の男一
- 今成平九郎 - 妙義の男二
- 鹿島邦夫 - 妙義の男三
- 戸田春子 - おかみさん一
- 山本緑 - おかみさん二
- 白河幸子 - おかみさん三
- 香月三千代 - おかみさん四
- 高田博 - 町民大会の男一
- 菅沼正 - 町民大会の男二
- 大野広高 - 反対同盟A
- 小杉義隆 - 反対同盟B
- 志摩栄 - 保守党代議士A
- 小塚十紀雄 - 保守党代議士B
- 滝島孝二 - 人夫
- 谷本小夜子 - 浮島家の女中
- 大木史朗 - 甲斐
- 立花良文 - 酒井

## 受賞歴
- 1957年度 第31回キネマ旬報賞[2]
  - 脚本賞 八住利雄（『爆音と大地』『雪国』『智恵子抄』）[3]
  - 日本映画ベスト・テン8位 『爆音と大地』（関川秀雄監督）